# هایاشی آکیرا
هایاشی آکیرا ((به ژاپنی: 林 韑 Hayashi Akira)؛ 1800 – 1859) Neo-Confucian scholar، فرهنگستان، administrator، نویسنده، دیپلمات اهل ژاپن بود.